# Mittenia
Mittenia là một chi rêu trong họ Mitteniaceae.